# Inside the Fire
«Inside the Fire» es una canción de la banda estadounidense de heavy metal Disturbed. Fue lanzado el 25 de marzo de 2008 como el primer sencillo de su cuarto álbum de estudio Indestructible (2008). La canción presenta temas suicidas y, en mayo de 2008, se presentó un video musical para la canción. Sin embargo, debido a la participación de temas suicidas en el video musical sin censura, se lanzó una versión editada de la canción y el video musical, en el que estos temas están ausentes.
El 24 de marzo de 2008, "Inside the Fire" debutó en más de sesenta estaciones de radio, apareciendo rápidamente en muchas listas de música importantes y alcanzando el número 73 en la lista Billboard Hot 100 y el número uno en la lista Hot Mainstream Rock. El sencillo fue nominado a un premio Grammy en la categoría "Mejor interpretación de hard rock". La canción apareció en el videojuego Madden NFL 09 de 2008.

## Interpretación
Según el vocalista David Draiman, la canción es "una canción realmente atrevida... sobre mí de pie junto al cuerpo de mi novia, que acaba de suicidarse, y el diablo está de pie junto a mí, susurrándome al oído que me mate".
En un comentario para The Pulse of Radio, Draiman afirmó: "Está basada en una historia real mía en la que, cuando tenía unos 16 años, una de mis novias se suicidó", dijo. "Fue una experiencia increíblemente horrible y dolorosa, y fue catártico hacer la canción, y realmente me hizo falta tener cierta actitud mental para hacerlo, y tuve que esperar hasta estar listo".

## Video musical
El 2 de mayo de 2008 se estrenó un video musical de "Inside the Fire". Antes del video aparece un número de teléfono de una línea directa de prevención del suicidio, debido a su naturaleza y contenido, junto con un mensaje del vocalista David Draiman sobre el suicidio. Más tarde se estrenó una versión del video con "todas las actuaciones", que no presenta temas ni mensajes oscuros.
El video comienza con una chica (que se supone que es la novia de Draiman) ahorcándose en su apartamento. Draiman llega al apartamento y la encuentra muerta. La corta y coloca su cuerpo en un sofá, analizando lo que ha sucedido. Luego la limpia en una bañera. Regresa a la habitación en la que se ahorcó y mira por la puerta, asegurándose de que no haya nadie allí. Mentalmente afectado, toma una pistola colocada en la pared y apunta el cañón a su propia boca y comienza a gritar. Luego, la cámara se desvanece y vuelve a aparecer, mostrando a Draiman atado con una camisa de fuerza, lo que demuestra que no pudo suicidarse. La versión editada del video musical, que no presenta ningún tema suicida, simplemente muestra a Disturbed tocando la canción en una habitación oscura, con los miembros de la banda ocasionalmente cubiertos de sangre.

## Lista de canciones
Disco compacto

Todas las canciones escritas y compuestas por Disturbed. 
| N.º | Título            | Duración |  |
| 1.  | «Inside the Fire» | 3:52     |  |

7" vinyl

| N.º | Título             | Duración |  |
| 1.  | «Inside the Fire»  | 3:52     |  |
| 2.  | «Perfect Insanity» | 3:59     |  |

Descarga digital 

| N.º | Título            | Duración |  |
| 1.  | «Inside the Fire» | 3:52     |  |

Descarga digital (Reino Unido)

| N.º | Título                           | Duración |  |
| 1.  | «Inside the Fire»                | 3:52     |  |
| 2.  | «Parasite»                       | 3:25     |  |
| 3.  | «Stricken (Live At the Riviera)» | 4:27     |  |